# Andrena wolfi
Andrena wolfi är en biart som beskrevs av Gusenleitner och Erwin Scheuchl 2000. Andrena wolfi ingår i släktet sandbin, och familjen grävbin. Inga underarter finns listade i Catalogue of Life.